# Nuragus
Nuragus (Latinh: Valentia) là một đô thị ở tỉnh Sud Sardegna, vùng Sardegna của Ý, có vị trí cách khoảng 60 km về phía bắc của Cagliari. Đến thời điểm ngày 31 tháng 12 năm 2004, đô thị này có dân số 1.014 và diện tích là 19,9 km².
Đô thị Nuragus có các frazione (các đơn vị cấp dưới) Lixius.
Nuragus giáp các đô thị: Genoni, Gesturi, Isili, Laconi, Nurallao.